# Arrondissement Marseille
Das Arrondissement Marseille ist eine Verwaltungseinheit des Départements Bouches-du-Rhône in der französischen Region Provence-Alpes-Côte d’Azur. Präfektur ist Marseille.
Es besteht aus 16 Kantonen (12 davon unterteilen das Stadtgebiet von Marseille) und 21 Gemeinden.

## Kantone
| - Allauch (mit 9 von 10 Gemeinden) - Aubagne - La Ciotat - Gardanne (mit 1 von 5 Gemeinden) | - Marseille-1 - Marseille-2 - Marseille-3 - Marseille-4 | - Marseille-5 - Marseille-6 - Marseille-7 - Marseille-8 | - Marseille-9 - Marseille-10 - Marseille-11 - Marseille-12 |

## Gemeinden
| 1. Allauch (13002)               | 2. Aubagne (13005)                | 3. Auriol (13007)           | 4. Belcodène (13013)        |
| 5. Cadolive (13020)              | 6. Carnoux-en-Provence (13119)    | 7. Cassis (13022)           | 8. Ceyreste (13023)         |
| 9. Cuges-les-Pins (13030)        | 10. Gémenos (13042)               | 11. La Bouilladisse (13016) | 12. La Ciotat (13028)       |
| 13. La Destrousse (13031)        | 14. La Penne-sur-Huveaune (13070) | 15. Marseille (13055)       | 16. Peypin (13073)          |
| 17. Plan-de-Cuques (13075)       | 18. Roquefort-la-Bédoule (13085)  | 19. Roquevaire (13086)      | 20. Saint-Savournin (13101) |
| 21. Septèmes-les-Vallons (13106) |                                   |                             |                             |

## Neuordnung der Arrondissements 2017

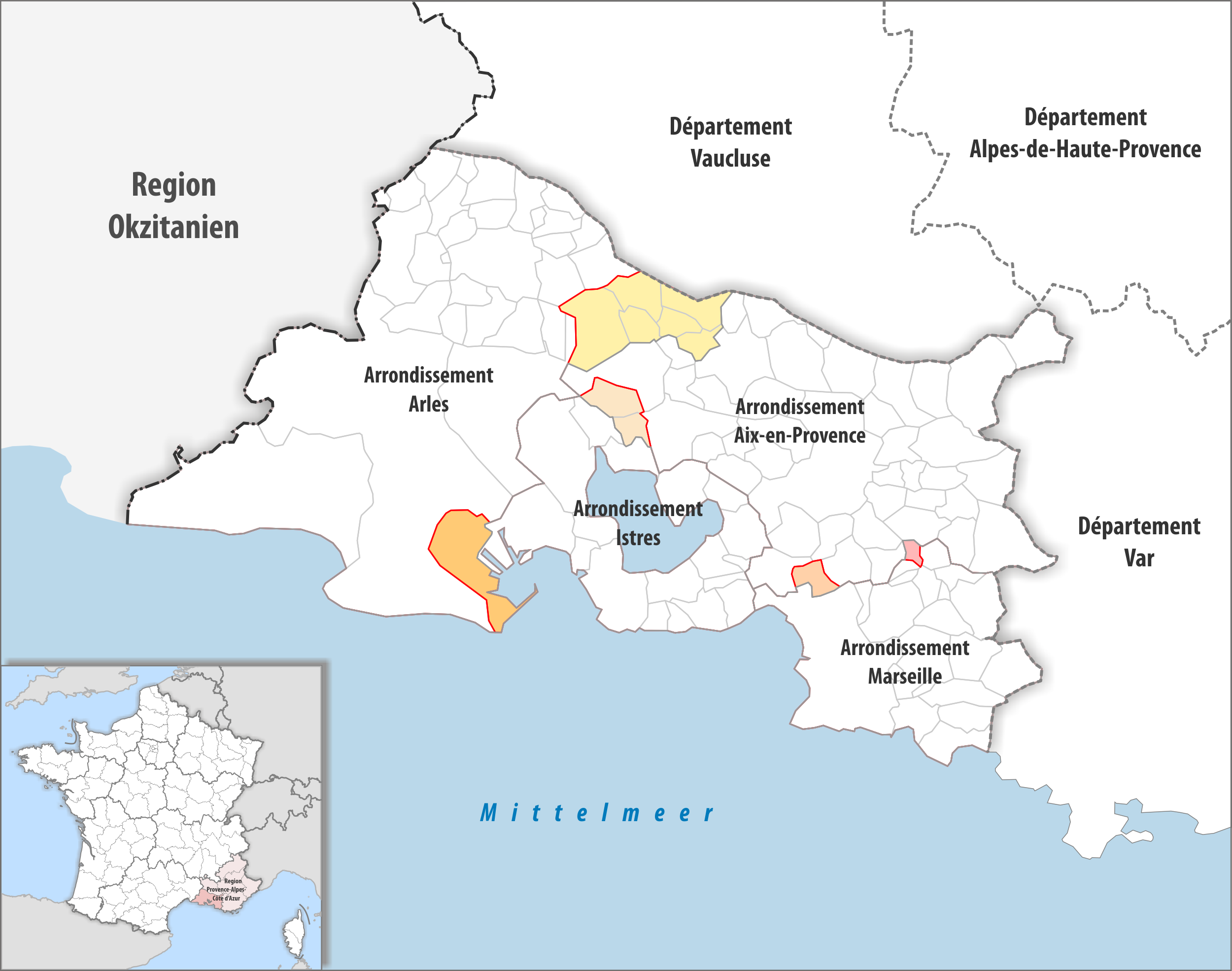
Arrondissementsanpassungen im Jahr 2017

Durch die Neuordnung der Arrondissements im Jahr 2017 wurde die Gemeinde Septèmes-les-Vallons vom Arrondissement Aix-en-Provence dem Arrondissement Marseille zugewiesen. Dafür wechselte die Gemeinde Gréasque vom Arrondissement Marseille zum Arrondissement Aix-en-Provence.